# Пинту де Алмейда, Бернарду
Бернарду Пинту де Алмейда (порт. Bernardo Pinto de Almeida, 1954, Порту) — португальский поэт, историк и теоретик искусства, художественный критик, эссеист.

## Биография
Как поэт дебютировал в 1981. Окончил Университет Минью (1993), специализировался по истории искусства и культуры. Был художественным руководителем Фонда Купертину де Миранды, основал при нём Центр исследований сюрреализма. На протяжении 1990-х занимался искусствознанием, художественной критикой, кураторством, написал множество монографических работ о современных португальских живописцах, графиках, скульпторах. В 2000-е, не оставляя искусствоведческой деятельности, вернулся к стихам. В настоящее время профессор факультета искусствознания университета Порту. Автор также нескольких книг для детей.

## Избранные публикации

### Стихи
- Ступени/ Escalas (1981, издание автора)
- As Sublimes Súplicas (1988)
- Без названия/ sem título (2002)
- Depois que tudo recebeu o nome de luz ou de noite (2002)
- И другие стихи/ E outros poemas (2002)
- Hotel Spleen (2003)
- Вторая родина/ Segunda pátria (2005)
- Ночь/ A noite (2006)
- Кинематограф/ Cinematógrafo (2007)
- Дела в Итаке/ Negócios em Ítaca (2011)

### Эссе об искусстве
- Португальская живопись XX века/ Pintura portuguesa no século XX (1993, переизд. 1996, 2002)
- Образ в фотографии/ Imagem da fotografia (1995)
- Образный план: пространство репрезентации и место зрителя/ O plano de imagem: espaço da representação e lugar do espectador (1996)
- Transição: Ciclopes, mutantes, apocalípticos: a nova paisagem artística no final do século XX (2002)
- Образы как вещи/ As imagens e as coisas (2002)
- Quatro movimentos da pele: as imagens e as coisas — II (2004)
- Сила образа/ Força de imagem: o surrealismo na colecção Berardo (2007)
- Воля к репрезентации/ A vontade de representação (2008)